# Liste der Botschafter der Vereinigten Staaten in den Vereinigten Arabischen Emiraten
Der Botschafter der Vereinigten Staaten von Amerika in den Vereinigten Arabischen Emiraten ist der bevollmächtigte Botschafter der Vereinigten Staaten von Amerika in den Vereinigten Arabischen Emiraten.

## Botschafter
| Amtszeit  | Name                       | Bemerkungen                                                                             |
| --------- | -------------------------- | --------------------------------------------------------------------------------------- |
| 1972–1974 | William A. Stoltzfus Jr.   | Zeitgleich akkreditiert in Bahrain, Kuwait, Oman, und Katar, stationiert in Kuwait City |
| 1974–1976 | Michael Edmund Sterner     |                                                                                         |
| 1976–1979 | Francois Moussiegt Dickman |                                                                                         |
| 1979–1981 | William Down Wolle         |                                                                                         |
| 1982–1986 | George Quincey Lumsden Jr. |                                                                                         |
| 1986–1989 | David Lyle Mack            |                                                                                         |
| 1990–1992 | Edward S. Walker Jr.       |                                                                                         |
| 1992–1995 | William Arthur Rugh        |                                                                                         |
| 1995–1998 | David C. Litt              |                                                                                         |
| 1999–2001 | Theodore H. Kattouf        |                                                                                         |
| 2001–2004 | Marcelle M. Wahba          |                                                                                         |
| 2005–2008 | Michele Jeanne Sison       |                                                                                         |
| 2008–2011 | Richard Gustave Olson Jr.  |                                                                                         |
| 2011–2014 | Michael H. Corbin          |                                                                                         |
| 2015–2018 | Barbara A. Leaf            |                                                                                         |
| 2019–2021 | John Rakolta Jr.           |                                                                                         |
| 2021–     | Sean Murphy                | Chargé d’Affaires ad interim                                                            |